# Hermann Nogler
Ermanno (ofta omnämnd som Hermann) Nogler, född 4 november 1921 i Ortisei, död 23 juni 2000 i Brixen, var en italiensk alpin skidåkare och tränare för det svenska alpina landslaget. Nogler är framför allt känd för att ha upptäckt och utvecklat Ingemar Stenmark.
Nogler växte upp i en tysktalande familj i Sydtyrolen, en österrikisk region som tilldelats Italien efter första världskriget. Han deltog i olympiska vinterspelen 1952 i det italienska alpina landslaget. I slutet av 60-talet rekryterades han till Sverige av Svenska Skidförbundets vice ordförande Calle Briandt. 1972 upptäckte han Ingemar Stenmark i Kalle Anka Cup, och de följdes sedan åt i nära 20 år. Andra svenska åkare som tränades av Nogler var Bengt Fjällberg, Stig Strand och Torsten Jakobsson.